# 소에지마 다네오미

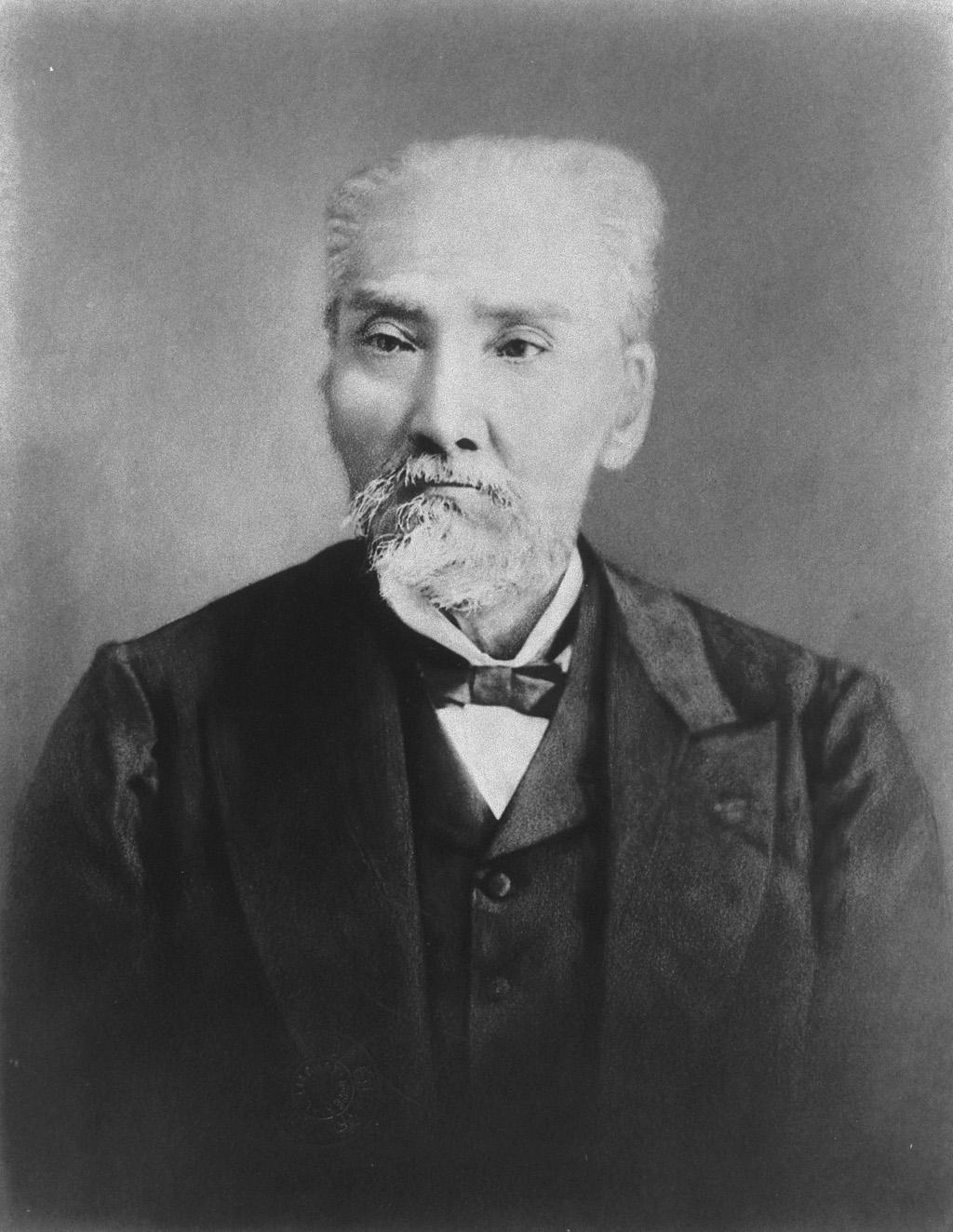
소에지마 다네오미

소에지마 다네오미(副島種臣, 1828년 10월 17일 ~ 1905년 1월 31일)은 사가번사 출신 일본 제국의 정치인이다. 작위는 백작. 정2위 훈1등. 사가 7현인(佐賀の七賢人) 중 한 사람이다. 첫 이름은 다쓰타네(竜種). 통칭은 지로(次郎). 호는 소카이(蒼海), 이치이치가쿠진(一々学人). 내무대신(제1차 마쓰카타 내각), 추밀원 부의장, 외무경을 역임하였다.
1893년 일본 외무경으로 일하면서 중국 황제를 처음으로 만났다. "소에지마는 현대 역사에서 중국 황제를 접견한 첫 일본인이었다.
1905년 뇌출혈로 사망하여 백작위는 삼남 미치마사가 습작하였다.

## 같이 보기
- 정한론
- 사이고 다카모리
- 오에 다쿠
- 해리 파크스
- 오쿠마 시게노부
- 에토 신페이
- 마리아루스호 사건(María Luz Incident)